# 노르망드 소스

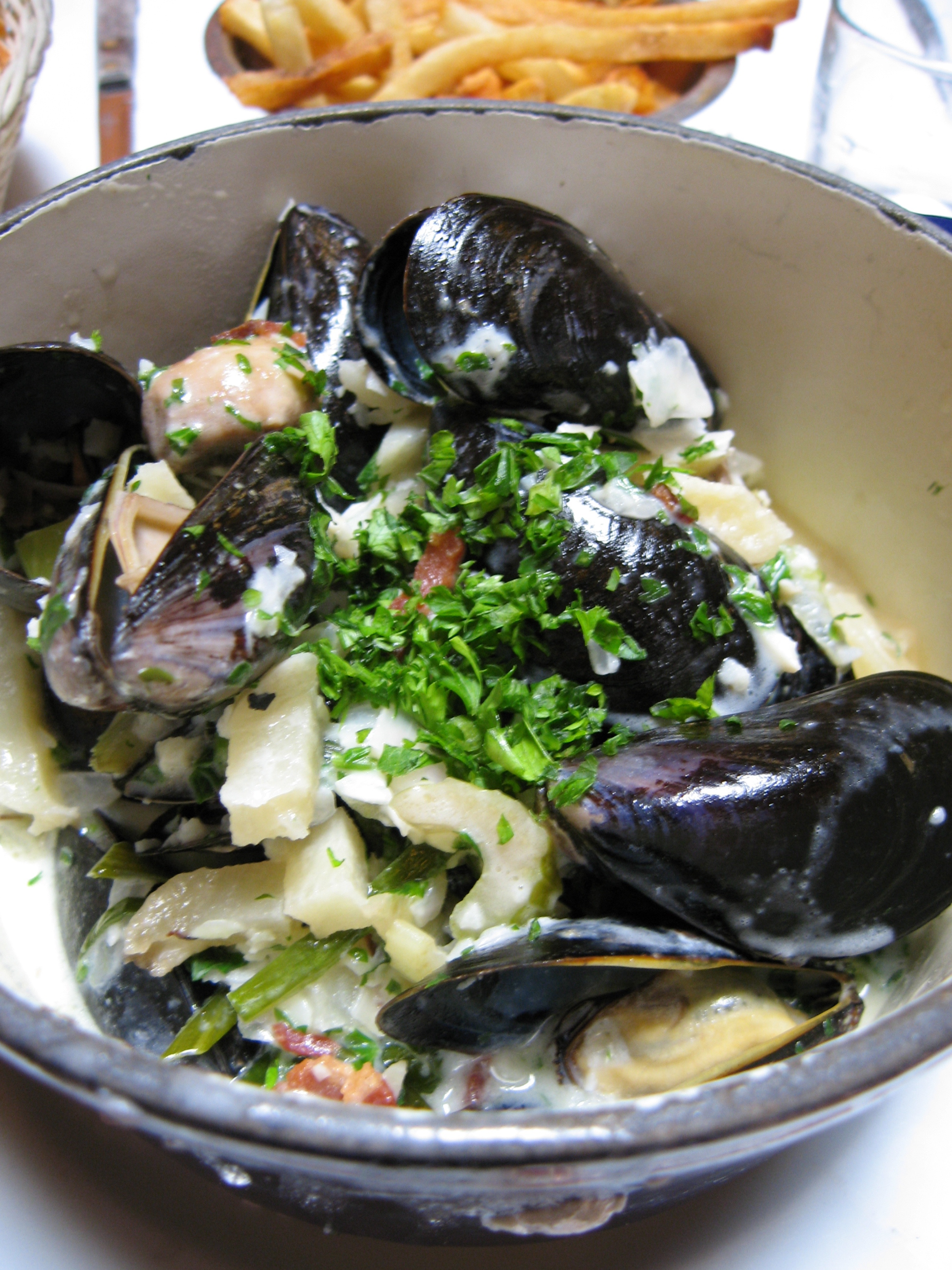
노르망드 소스

노르망드 소스(프랑스어: sauce normande 소스 노르망드[*])는 노르망디의 소스로, 생선 등에 계란과 백포도주 소스 등을 넣어 만든다.

## 같이 보기
- 노르망디